# 想い出のフォトグラフ
「想い出のフォトグラフ」（おもいでのフォトグラフ、原題 : Photograph）は、1973年にアルバム『リンゴ』からの先行シングルとして発売されたリンゴ・スターの楽曲である。

## 解説

### 制作に至る経緯

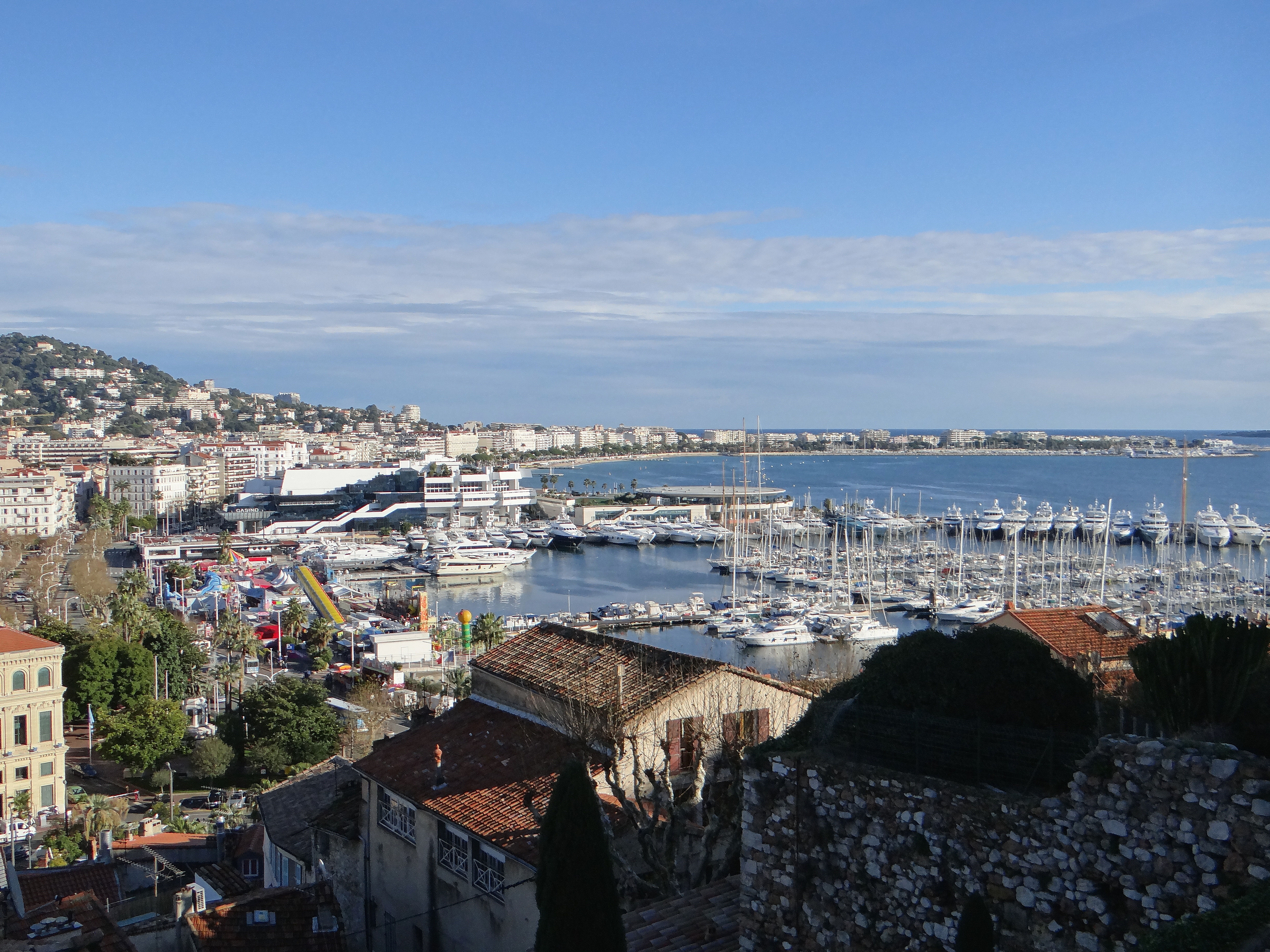
ラギオールからのカンヌの風景

1971年4月26日にポール・マッカートニーの訴えが認められた判決が確定し、ビートルズの解散が決定的になったため、スターも今後の身の振り方を考えざるを得なかった。ジョージ・ハリスンのプロデュースによるソロ・シングル「明日への願い」をリリースしたばかりだったが、ミュージシャンとしての自身の力量に自信が持てなかったスターは、俳優業に重点を置くことを考えていた。
5月12日、妻のモーリンとともに南フランスのコート・ダジュール・サントロペで行われたミック・ジャガーの結婚式に参列すると、そのままカンヌ国際映画祭の期間中に多くの映画関係者と交流するために、滞在用のヨット「マララ号」を借りた。そこに、モナコグランプリを観戦しに来ていたハリソンと妻のパティが合流した。この時スターはハリスンの協力の下「想い出のフォトグラフ」の作曲を始めた。ヨットには、同じリバプール出身のシンガーで1960年代からの友人であるシラ・ブラックも同乗していた。ブラックは、スターとハリスンが夜の集まりでこの曲を演奏し、「乗船している全員」で歌詞のアイデアを出し合ったと言っている。歌詞は「失恋」について歌ったもので、主人公はいなくなった恋人のことを思い出すために1枚の写真を持っているが、この写真は主人公にかつての2人の幸せを思い出させると同時に、恋人がもう戻ってこないという現実を突きつけているという内容であった。
映画祭終了直後、映画『盲目ガンマン』への出演が決まると、これを皮切りに映画俳優としてのキャリアの発展に集中し、映画制作や監督も行った。そのため、「明日への願い」が大ヒットし、ソロ・アーティストとして初の成功を収めたのにもかかわらず、その後は他のアーティストのレコーディング・セッションには参加しても自身の音楽活動はほとんど行わず、アルバム制作にも興味を示さなかった。
1972年12月、スターは映画『マイウェイ・マイ・ラブ』の撮影が終わると、ロンドン中心部にあるアップル・スタジオとオックスフォードシャーにあるハリスンの自宅スタジオ、フライアー・パーク・スタジオで行われていたアルバム『リヴィング・イン・ザ・マテリアル・ワールド』のレコーディング・セッションに参加していた。その合間にハリスンのプロデュースで、本作と「ダウン・アンド・アウト」をレコーディングした。スターはこれに手ごたえを感じ、ようやく新しいアルバムを作ろうと考え始めた。
1973年2月下旬、翌月3日にナッシュビルで行われるグラミー賞授賞式に出席することを決めたスターは、この機会にアメリカでレコーディングを行いたいと考えた。今回はロックやコンテンポラリー・ポップの様式を取り入れたアルバムにしたかったので、リチャード・ペリーに連絡を取り、プロデュースを依頼した。

### レコーディング

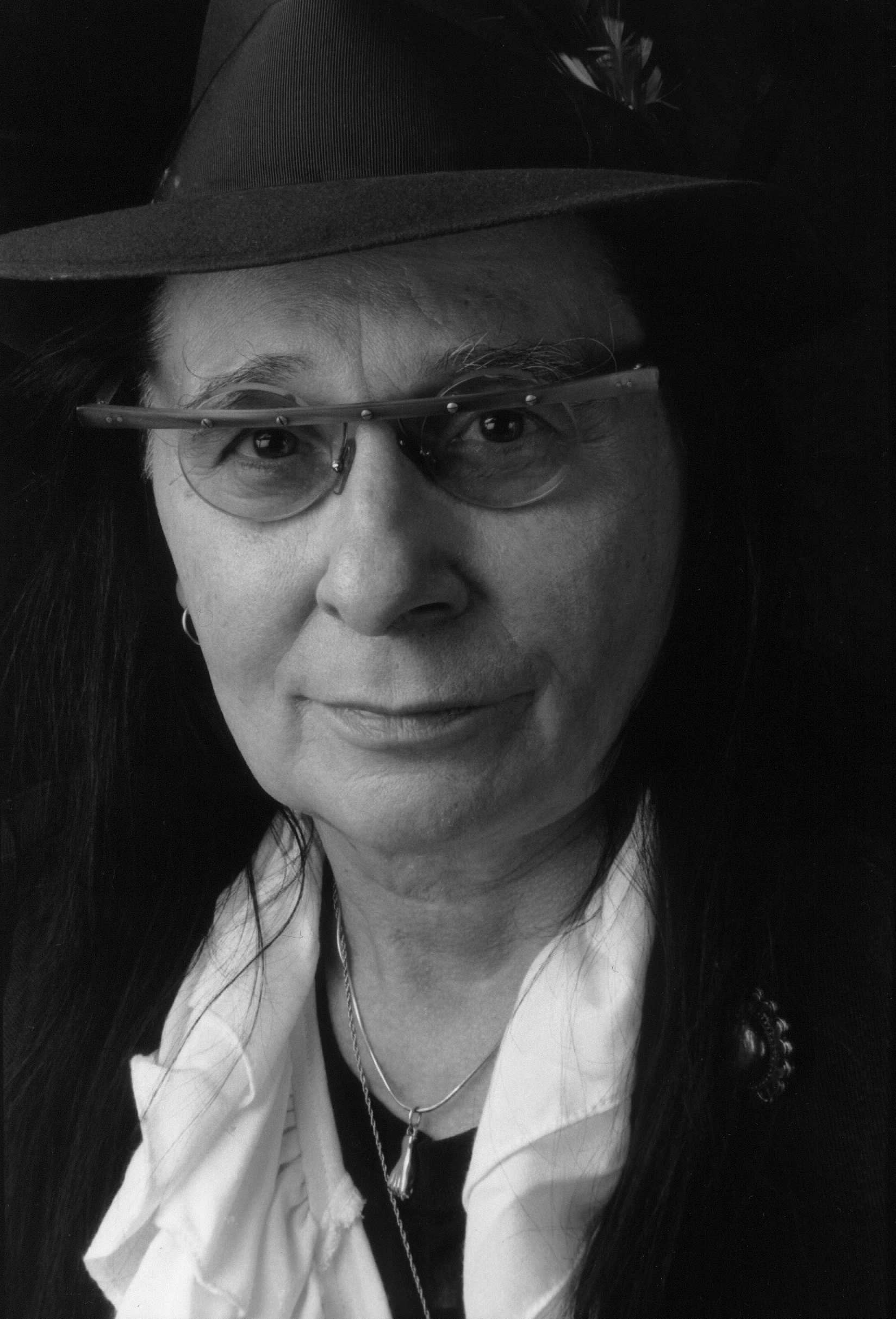
アレンジを手がけたジャック・ニッチェ。ニッチェは、1960年代にフィル・スペクターがプロデュースした作品のアレンジを手がけていた。

最初のレコーディング・セッションは3月5日から27日にかけて、ロサンゼルスのザ・サンセット・スタジオスで行われ、アルバム用のベーシック・トラックを制作し、本作も新たに録音し直された。レコーディング・エンジニアはビル・シュネーが務め、レコーディングにはスター（ドラム）とハリスン（12弦アコースティック・ギター）に加え、ニッキー・ホプキンス（ピアノ）、クラウス・フォアマン（ベース）、ジム・ケルトナー（ドラム）をはじめとしたミュージシャンが参加した。このセッションで、ヴィニ・ポンシアとジミー・カルヴァートは、アコースティック・ギター（リズムギター）を演奏した。
4月から7月にかけて、オーバー・ダビング・セッションが行なわれ、 ボビー・キーズによるサクソフォーンのソロ、ロン&デレク・ヴァン・イートンによるパーカッション、ハリスンによるハーモニーとバッキング・ボーカルがオーバー・ダビングされた。6月29日には、バーバンク・スタジオでジャック・ニッチェのアレンジによる弦楽器とコーラスのオーバー・ダビングが行われた。その後はサウンド・ラボ、プロデューサーズ・ワークショップ、ザ・サンセット・スタジオスで作業を進め、7月24日からのミキシングで完成した。
完成したバージョンは、複数のドラム 、カスタネットをはじめとしたパーカッションやアコースティック・ギター、オーケストラや合唱団 の使用により、フィル・スペクターのウォール・オブ・サウンドの要素が取り入れられた楽曲となった。

### リリース
本作がアルバムからの先行シングルに選ばれたので、スターは自身で書いた「ダウン・アンド・アウト」をカップリング曲に選んだ。ハリスンのスライドギターやライトのピアノなどが含まれたこの曲に、ペリーによってホーン・セクションが追加された。
シングル盤ピクチャー・スリーブのカバー・アートには、バリー・ファインスタインが撮影した「銀箔でできた大きな星から頭を出しているスター」の写真が使用された。作家のブルース・スパイザーが「リンゴヒトデ」と称しているこの写真は、アルバム『リンゴ』とアルバムからカットされたシングルのレーベル面にも使用された。
アメリカで1973年9月24日、イギリスでは10月19日にアップル・レコードからリリースされた。当時、4月にリリースされたビートルズのベスト・アルバム『ザ・ビートルズ1962年〜1966年』『ザ・ビートルズ1967年〜1970年』が大ヒットしており、スターが『リンゴ』のセッションで元バンドメイトのレノン、マッカートニー、ハリスンとレコーディングを行ったことが話題となっていた。また、映画『アメリカン・グラフィティ」』の大ヒットによるオールディーズ・ブーム、レトロ・ブームが起きており、ビートルズにも注目が集まっている中でのハリスンとの共作曲の発表は、大きな期待を持って迎えられた。
アメリカのBillboard Hot 100で第1位を獲得、スターにとってはソロ・アーティストとして初めて第1位を獲得した作品となった。カナダやオーストラリアでも第1位を獲得、イギリスでは最高位8位だった。この商業的な成功について、ロドリゲスは「『リンゴ』にとってお膳立てをする、いい仕事をした」と述べている。12月28日時点でアメリカで100万枚以上の売上を記録し、アメリカレコード協会からゴールド認定を受けた。
その後本作は11月に発売されたアルバム『リンゴ』の3曲目に収録された。付属のブックレットには、フォアマンによる歌詞に対応する「棚や机の上に置かれた女性の額入り写真を見て、落ち込んでいるスター」の様子を描いた リトグラフが掲載されている。
なお、プロモーション・フィルムが制作されており、元バンドメイトのジョン・レノンから購入した邸宅「ティッテンハースト・パーク」の敷地内を歩きながら歌う、という内容になっていた。
1975年に発売された『想い出を映して』や、2007年に発売された『フォトグラフ:ザ・ヴェリー・ベスト・オブ・リンゴ・スター』などのコンピレーション・アルバムにも本作は収録された。また、1991年にCD形態で再発売されたアルバム『リンゴ』には、「ダウン・アンド・アウト」を含む3曲のボーナス・トラックが追加収録された。
2009年、ジャド・アパトーが監督を務めた映画『素敵な人生の終り方』で本作が使用され、同作のサウンドトラック・アルバムにも収録された。
2017年、スターはアルバム『ギヴ・モア・ラヴ』にアメリカのバンド、ヴァンダヴィアーとともに再録音したこの曲を収録した。

## 評価
『Record Mirror |レコード・ミラー』誌は、シングルの大ヒットを予想、「少なくとも今後10年間はリスナーたちはこの曲を歌うことになるだろうと述べた。またレビュアーは、「ジャラジャラしたピアノ、沸き立つようなサックス、合唱、ストリングスを含むあらゆるアレンジが施されているが、曲から浮くような過剰な演出は何もない」と称賛した。
『キャッシュボックス』誌は、本作について「強いブルースの雰囲気と優れたボーカル・パフォーマンスを含む、適度なテンポのロッカー」と評し、「すでに国内で最もホットなレコードの1つとなっている」とトップ5入りを予言した。
『レコード・ワールド』誌はこの曲を「力強いポップ・チューン」で「リチャード・ペリーのプロダクションがしっかりしている」と評している。
『ローリング・ストーン』誌にアルバムのレビューを寄稿したベン・ゲルソンは、レノンが作曲した「アイム・ザ・クレーテスト」や、ハリスンとマル・エヴァンズの共作「ユー・アンド・ミー」とともに、本作を『リンゴ』の中で「最も素晴らしい3曲」の1つとして挙げている。イントロに「効果的にリスナーを惹きつける」要素があるとし、「歌詞が悲しげであるものの、温かさをもたらす」と書いている。
『ビルボード』誌に掲載されたLPのレビューでは、「これまでで最高のリンゴのアルバム」におけるペリーの「見事なプロダクション」を称賛し、本作が「今月のNo.1シングルになることは、みんなもう知ってるよね？」と付け加えている。
『オールミュージック』のスティーヴン・トマス・アールワインは、本作を「ジョージとの豪華な共演作」「Fab4のいずれかによるビートルズ以降の最高の楽曲の1つ」と見なしている。
ロバート・ロドリゲスは、本作を「上品に作られたバラード」「スターのソロ・アーティストとしての代表曲」と表現している。
これに対して12小節のブルース形式である「ダウン・アンド・アウト」について、スターの伝記作家であるアラン・クレイソンは「場当たり的な」歌詞だと評している。カーとタイラーは「ペリーのプロフェッショナルなアレンジとハリスンの特徴的なスライド・ギター・ソロによってボツになるのを免れただけの非常に平凡でなげやりな曲」と評している。

## 収録曲

### オリジナル・シングル盤
| #         | タイトル                                 | 作詞・作曲                                 | 時間 |
| --------- | ---------------------------------------- | ------------------------------------------ | ---- |
| 1.        | 「想い出のフォトグラフ」(Photograph)     | リチャード・スターキー, ジョージ・ハリスン | 3:59 |
| 2.        | 「ダウン・アンド・アウト」(Down and Out) | リチャード・スターキー                     | 3:01 |
| 合計時間: | 合計時間:                                | 合計時間:                                  | 7:00 |

## クレジット
※出典
- リンゴ・スター - ボーカル、ドラム
- ジョージ・ハリスン - 12弦アコースティック・ギター、バッキング・ボーカル (#1)、エレクトリック・ギター (#2)
- ヴィニ・ポンシア - アコースティック・ギター、バッキング・ボーカル (#1)
- ジミー・カルヴァート - アコースティック・ギター  (#1)
- クラウス・フォアマン - ベース (#1)
- ジム・ケルトナー - ドラム(#1)
- ボビー・キーズ - テナー・サックス (#1)
- ロン&デレク・ヴァン・イートン - パーカッション (#1)
- ジャック・ニッチェ - オーケストラ・アレンジ、コーラス・アレンジメント (#1)
- ニッキー・ホプキンス - ピアノ (#1)
- ゲイリー・ライト – エレクトリック・ピアノ (#2)
- トム・スコット - ホーン、ホーン・アレンジメント (#2)
- チャック・フィンドレー - ホーン (#2)

## チャート成績

### 週間チャート
| チャート (1973年 - 1974年)             | 最高位 |
| -------------------------------------- | ------ |
| オーストラリア (Go-Set Top 40 Singles) | 1      |
| オーストラリア (Kent Music Report)     | 1      |
| ベルギー (Ultratop 50 Flanders)        | 8      |
| ベルギー (Ultratop 50 Wallonia)        | 10     |
| Canada Top Singles (RPM)               | 1      |
| Canada Adult Contemporary (RPM)        | 3      |
| アイルランド (IRMA)                    | 15     |
| 日本 (オリコン)                        | 55     |
| オランダ (Single Top 100)              | 4      |
| ノルウェー (VG-lista)                  | 6      |
| 南アフリカ (Springbok)                 | 2      |
| スイス (Schweizer Hitparade)           | 10     |
| UK シングルス (OCC)                    | 8      |
| US Billboard Hot 100                   | 1      |
| US Adult Contemporary (Billboard)      | 3      |
| US Cash Box Top 100                    | 1      |
| 西ドイツ (Official German Charts)      | 5      |

### 年間チャート
| チャート (1973年)        | 順位 |
| ------------------------ | ---- |
| Canada Top Singles (RPM) | 25   |

| チャート (1973年)                  | 順位 |
| ---------------------------------- | ---- |
| オーストラリア (Kent Music Report) | 24   |
| 南アフリカ (Springbok)             | 18   |
| US Cash Box Top 100                | 61   |

## 認定
| 国/地域                    | 認定 | 認定/売上数 |
| -------------------------- | ---- | ----------- |
| アメリカ合衆国 (RIAA)      | Gold | 1,000,000^  |
| ^ 認定のみに基づく出荷枚数 |      |             |

## ライブでの演奏

### リンゴ・スター&ヒズ・オール・スター・バンド

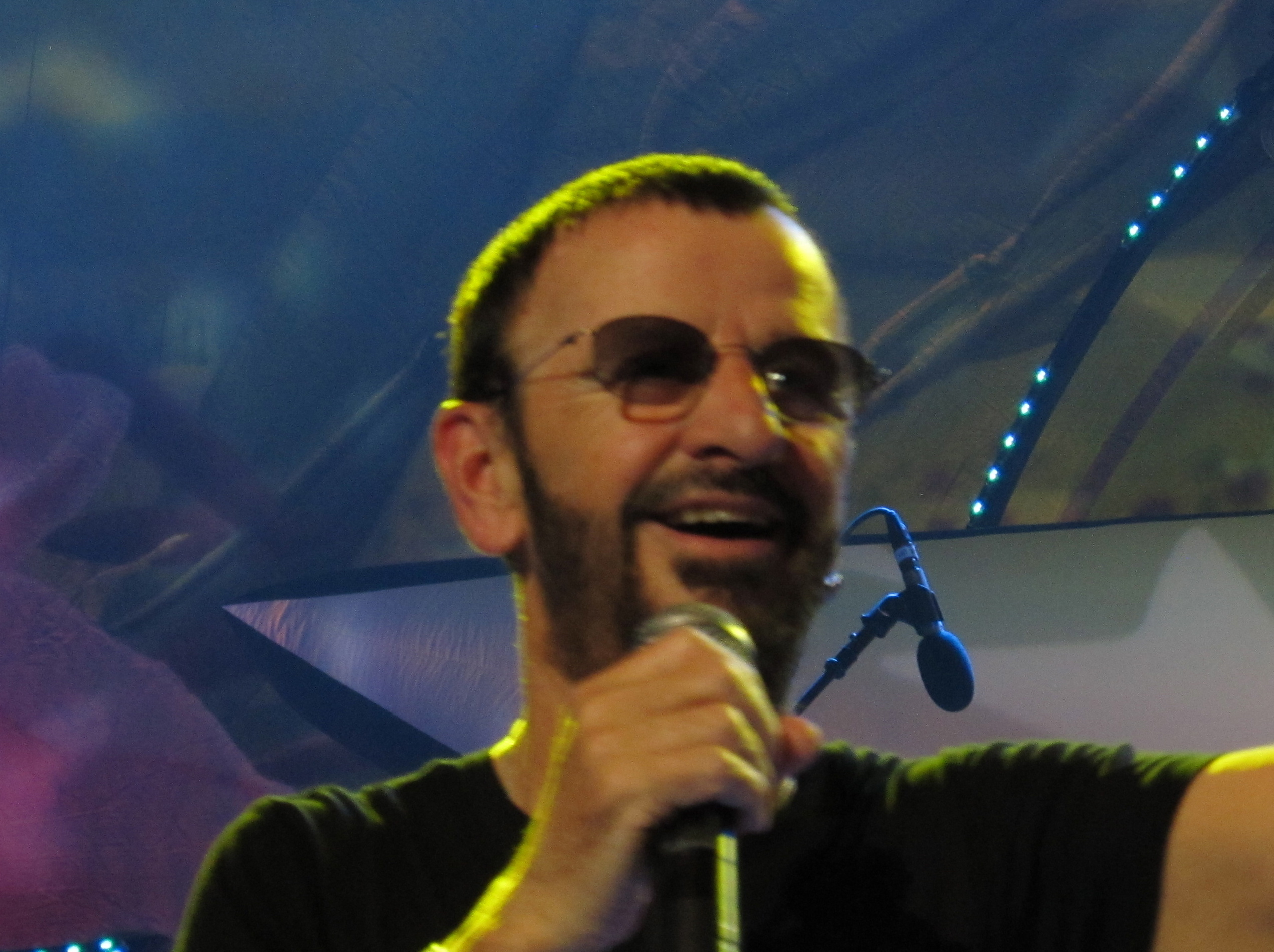
オール・スターズ・バンドとともに演奏するスター（2011年6月26日）

1989年7月から始まったオール・スター・バンドによるツアー活動で、スターはしばしば本作をコンサート本編のラストナンバーとして取り上げていたが、ドラムは演奏せず、リード・シンガーの役割に徹していた。9月3日にロサンゼルスのグリークシアターにおけるコンサートの模様は録音・撮影が行なわれ、ライブ音源は1990年に発売されたライブ・アルバム『リンゴ・スター&ヒズ・オールスター・バンド』、映像は同名のビデオに収録された。
この後、バンドはメンバーのラインナップを変えながらツアーを続けているが、その模様のいくつかは『キング・ビスケット・フラワー・アワー』(2002年)）、『リンゴ・スター&ヒズ・オール・スター・バンド・ライヴ 2006』(2008年)、『ライヴ・アット・ザ・グリーク・シアター2008』(2010年)などのライブ・アルバムに収録されており、2008年のラインナップにはゲイリー・ライトも参加していた。

### テレビ番組
スターは、1998年5月にアメリカ・ニューヨークのケーブルテレビ・チャンネル、VH1制作の音楽番組『VH1ストーリーテラーズ』や、2005年8月にシカゴのWTTW制作の音楽番組『サウンドステージ』に出演し、マーク・ハドソン が率いるザ・ラウンドヘッズをバックに本作を歌唱した。これらの演奏はそれぞれ『ストーリーテラーズ・ライヴ』(1998年)、『ライブ・アット・サウンドステージ』(2007年)に収録された。

### コンサート・フォー・ジョージ
2002年11月29日、スターはロンドンのロイヤル・アルバート・ホールで開催されたハリスンの追悼コンサート「コンサート・フォー・ジョージ」の終盤に登場し、「僕はジョージが好きだったし、ジョージも僕が好きだった」と述べた後、ジェフ・リン、エリック・クラプトン、ダーニ・ハリスン、プレストン、ケルトナー、ジム・ホーンらをバックに本作を歌唱した。同コンサートのWebサイトには「リンゴ・スターは、ジョージと一緒に作った曲で、みんなの気持ちを要約するような『想い出のフォトグラフ』を演奏して涙を誘った」と記載されている。イングリスは「スターの登場がその選曲により、いっそう感動をもたらした」と書いており、コリン・ラーキンは、著書『Encyclopedia of Popular Music』の中で、本作について「素晴らしい」と言い表し、「コンサート・フォー・ジョージ」での演奏について「スターの愛し愛される能力を浮き彫りにした」と述べている。この模様は2003年に発売された同名のライブ・アルバムに収録され、デヴィッド・リーランドによるコンサートのドキュメンタリーにも収録された。
2003年7月に行なわれたインタビューで、スターは直近に発売したハリスンの追悼曲「ネヴァー・ウィズアウト・ユー」について触れ、バンド解散後も元ビートルズの中で最もハリスンに近い存在であり続けたと語っている。

### 第56回グラミー賞授賞式
2014年1月26日、ロサンゼルスにあるステイプルズ・センターで開催された第56回グラミー賞授賞式で、マッカートニーとともにビートルズとして生涯業績賞を受賞したスターは本作を歌唱した。『ローリング・ストーン』誌は、当時の演奏について「大規模のフルバンドに支えられたスターは、古い白黒写真が映し出された大画面をバックにステージを跳ね回った」と述べている。この時に使用された写真は、1950年代からスターの個人的に集めていた写真で構成されており、2013年に出版された写真集『Photograph』にも収録されていた。

## 他のアーティストによるカバー
- 1974年、イギリスの歌手エンゲルベルト・フンパーディンクがアルバム『愛とバラードとエンゲルと(My Love)』に本作のカバー・バージョンを収録した[注釈 27]。
- 1974年、レイ・コニフ・シンガーズは、アルバム『想い出のフォトグラフ／レイ・コニフの愛の世界（THE WAY WE WERE）』に本作のカバー・バージョンを収録した。
- 1975年、ロンドンを拠点とするレコーディング・エンジニア、デヴィッド・ヘンツェルが、『リンゴ』の全曲をカバーした[132]アルバム『Sta✩rtling Music』[133][注釈 28]に、アープ社のシンセサイザーをフィーチャーさせた実験的なアレンジを行った本作のカバー・バージョンを収録した。[135]。
- 1993年、アメリカのオルタナティヴ・ロック・バンド、キャンパー・ヴァン・ベートーヴェンは、1993年に発売したコンピレーション・アルバム『Camper Vantiquities』に本作のカバー・バージョンを収録した。[136]。
- 1996年、カナダのロック・バンド、スローンが発売したシングル曲「ザ・ラインズ・ユー・アメンド」には「...写真について／リンゴ・スターが歌った／特にサビの部分で／あなたはいつも言った、"Now don't you start"」という、本作について言及しているフレーズが含まれていた[137]。
- 2003年、シラ・ブラックがアルバム『Beginnings: Greatest Hits & New Songs』に、30年越しにカバーしたヴァージョンを収録した[注釈 29]。
- 2009年、アメリカのコメディ映画『素敵な人生の終り方』のサウンドトラック・アルバム・iTunes限定ボーナス・トラックとして、主演俳優アダム・サンドラーによるカバー・バージョンが収録された[139]。